# Anopheles martinius
Anopheles martinius este o specie de țânțari din genul Anopheles, descrisă de Shingarev în anul 1926.
Este endemică în Uzbekistan. Conform Catalogue of Life specia Anopheles martinius nu are subspecii cunoscute.